# مكسيموس اليوناني
مكسيموس اليوناني، ويُعرف أيضًا باسم ماكسيموس اليوناني أو مكسيم غريك (باليونانية: Μάξιμος ὁ Γραικός؛ بالروسية: Максим Грек؛ حوالي 1475-1556)، راهب يوناني وناشر وكاتب وباحث ومترجم نشط في روسيا. يُدعى أيضًا ماكسيموس الهاجيوريت، وكذلك مكسيموس الفيلسوف. كان توقيعه ماكسيموس غريكوس لاكدايمون (ماكسيموس اليوناني ذو الأصل القادم من لاكونيا) وربما تعود أصول عائلته إلى ميستراس، وهو موقع في لاكونيا، والذي كان الموقع الجغرافي لأسبرطة القديمة في بيلوبونيز.

## سنواته المبكرة
ولد ماكسيموس حاملًا اسم مايكل تريفوليس (باليونانية: Μιχαήλ Τριβώλης، بالروسية: Михаил Триволис) نحو عام 1475 في آرتا، التي كانت تقع آنذاك في الإمبراطورية العثمانية، وكان سليل عائلة يونانية نبيلة لها صلات بالإمبراطور البيزنطي في القسطنطينية، وانحدرت أصول العائلة من أسبرطة. كان والدا مكسيموس من اليونانيين المسيحيين؛ كانت والدته إيرين ووالده، مانويل، الذي عمل حاكمًا محليًا. غادر الوالدان إيرين ومانويل القسطنطينية معًا إلى آرتا، وقد يكون مانويل عمل حاكمًا عسكريًا بيزنطيًا في آرتا قبل سقوط المدينة في أيدي العثمانيين في عام 1449.
كان ديميتريوس تريفوليس، شقيق مانويل وعم ماكسيموس، كاتبًا يونانيًا عرف نفسه باسم «بيلوبونيزي من أسبرطة» (باليونانية: Πελοποννήσιος εκ Σπάρτης). في عامي 1461-1462، أعاد ديميتريوس نسخ مخطوطة لمحاورة طيماوس لأفلاطون أثناء وجوده في كورفو، وفي عام 1465، نسخ التاسوعات لأفلوطين أثناء وجوده في جزيرة كريت. بعد الانتهاء من أعمال أفلاطون، كتب ديميتريوس الملاحظة التي تُترجم على النحو التالي: «كُتب هذا الكتاب بيدي ديميتريوس تريفوليس بيلوبونيزيان من أسبرطة الذي أنجز هذه الأعمال في جزيرة كيركيريان بعد سقوط وطننا» (مشيرًا إلى سقوط موطنه لاكونيا في يد العثمانيين). في ملاحظة أخرى كتب ديميتريوس ما يُترجم على النحو التالي: «إن هذا الكتاب الأجمل يعود لديمتريوس تريفوليس بيلوبونيزيان من أسبرطة. اشتريته بعد سقوط وطننا الأم لاكونيا الذي كان مزدهرًا في يوم من الأيام». ارتبطت عائلة تريفوليس لاحقًا بأسرة باليولوج في ميستراس.
درس ماكسيموس في جزيرة كورفو تحت إشراف جون موسكوس وجون لاسكاريس، ثم ذهب مع لاسكاريس إلى فلورنسا (في عام 1492 أو 1493) وتابع دراسته في بولونيا وفلورنسا وفرارة وميلانو وبادوا والبندقية. أثناء وجوده في إيطاليا، درس اللغات القديمة، بالإضافة إلى الأعمال الكنسية والفلسفية (خاصة الأفلاطونية الحديثة). كان يعرف شخصيات بارزة في عصر النهضة مثل الناشر الفينيسي ألدو مانوتسيو وتعرف على العلماء أنجيلو بوليزيانو ومارسيليو فيسينو وبيكو ديلا ميراندولا وسكيبيو كاليرجيس وفونتيغيري. تأثر ماكسيموس أيضًا تأثرًا كبيرًا بوعظ الكاهن الدومينيكي المندفع والمصلح جيرولامو سافونارولا الذي جمع رماده عام 1498.

## إرثه
ترك ماكسيموس مجموعة ضخمة من الكتابات الأصلية والترجمات في الكنيسة السلافية الروسية. أنفق قدرًا كبيرًا من الطاقة والحبر في جهوده لإثبات براءته وفي الأرثوذكسية. فسر وشرح لقرائه في موسكو عددًا كبيرًا من النقاط من التاريخ القديم والتوراتي، وممارسات الكنيسة الأرثوذكسية وتعاليمها، وخصائص العالم المعاصر خارج مدينة موسكو. على سبيل المثال، كان أول من لفت انتباه قراء موسكو إلى اكتشاف العالم الجديد. يعتبر قديسًا من قبل الكنيسة الأرثوذكسية الشرقية، التي تحيي ذكراه في 21 يناير.